# رون أراد (طيار)
رون آراد (بالعبرية: רון ארד) أو رون عاراد (ولد سنة 1958)، هو طيار إسرائيلي سقطت طائرته في 16 أكتوبر عام 1986 في جنوب لبنان عند قيام إسرائيل بغارات على مناطق الجوار وقبضت عليه حركة أمل في ذلك الوقت ومنذ ذلك الحين مصيره غير معروف. ويقال أن حركة أمل سلمته لحزب الله.
رصدت مؤسسة إسرائيلية تسمى نفسها «ولد للحرية» عبر موقع على الإنترنت مكافأة مالية كبرى قدرها 10.000.000 دولار (عشرة ملايين دولار) لمن يدلي بمعلومات تؤدي إلى معرفة مكانه.
في شهر يناير عام 2006 قال حسن نصر الله أمين عام حزب الله لأول مرة أن هذا الطيار قد مات وفُقدت جثته. في أكتوبر عام 2007 أكد رئيس الوزراء الإسرائيلي إيهود أولمرت أن إسرائيل قد تلقت رسالة يُعتقد أنها من عند رون عام 1986.